# Ovidio Fernández Ríos
Ovidio Fernández Ríos (Montevideo, 19 de febrero de 1883-Montevideo, 15 de abril de 1963) fue un poeta y dramaturgo uruguayo, perteneciente a la generación literaria del 900 y un político de dilatada actuación parlamentaria en la Cámara de Representantes.

## Biografía
Sus padres fueron Fernando Fernández y María Ríos. Si bien su labor más destacada la realizó en el plano literario, cultivando la poesía y la dramaturgia, también fue conocido por su trayectoria política, integrando las filas del Batllismo. Fue presidente de la Asociación General de Autores del Uruguay y miembro de la Casa del Teatro.

### Como escritor
Su primer libro de poemas fue "Sueños de media noche" (1905) al que le seguiría "Por los jardines del alma" (1908). Al año siguiente se encargó de la dirección de la revista La Semana, a la cual aportó sus versos poéticos, así como también textos humorísticos, los cuales firmaba bajo el seudónimo de "Manuel de Castro". También bajo seudónimo, hizo creaciones para el artista radial Depauli, como la titulada "Teatro del Espacio", de 1940, la cual fue firmada con el nombre "Sarrasqueta".
Al prologar uno de sus libros, Manuel Ugarte afirmó que su poesía constituía "una reacción feliz contra los preciosismos que hasta hace poco anemiaron nuestra literatura". También dirigió la revista Ku-Ku y cultivó el género dramático, publicando especialmente comedias, como "El alma de la casa" (1911) y El fracaso (1912).
Tuvo actividad periodística como redactor del diario "El Día" y fue director de la Biblioteca 'Rodó' de literatura e historia. Asimismo, escribió la letra del "Himno a Artigas", con música de Eurídes Santos Retali cantada el 25 de agosto de 1910 en el ex teatro 18 de julio, durante los festejos por la conmemoración de la Declaratoria de la independencia.

### Carrera política
A nivel político, suscribió la corriente batllista del Partido Colorado e integró la Asamblea Nacional Constituyente de 1916. Ese año fue designado como primer prosecretario de la Presidencia de la República, cargo que abandonó posteriormente para ejercer como diputado en la Cámara de Representantes. En dicha cámara tuvo una dilatada actuación, resultando electo como diputado suplente para las 25.ª y 26.ª legislaturas, de 1914 a 1917 y de 1917 a 1920 respectivamente, y como titular en las legislaturas número 25 a la 30, ejerciendo como representante por Montevideo ininterrumpidamente entre 1920 y 1932. Entre febrero y junio de 1943 volvió a ejercer como diputado y entre 1952 y 1954 como senador.

### Familia
Se casó con Adela Carmona, con la cual tuvo cuatro hijos: Ceres, Renee Matilde, Elida y Batlle.

## Obras

### Poesía
- Sueños de medianoche (Montevideo, Domaleche y Reyes, 1905)
- Por los jardines del alma (prólogo de Manuel Ugarte. Montevideo, 1908)
- Las leyendas milagrosas (Montevideo, O.M. Bertani, 1912)
- Horizontes de luz (prólogo de Sandalio Santos. Montevideo. Ediciones Patria. 1908)
- Blasones: Las Leyendas Milagrosas (Claudio García. 1932)
- Batlle, himnos (himno. Montevideo, C. García. 1935)
- Himno a Artigas (himno. Montevideo, K. Svetogorsky. 1942)
- Bronce sonoro (Buenos Aires, Fermata, 1945)
- Clarín de vanguardia (Montevideo, Mentor, 1951)
- Cofre de sándalo (poesías completas. Mentor, 1955)
- Arañando la roca (Montevideo, Goes. 1961)

### Ensayo
- Un libro más... (Montevideo, Ed. Mentor, 1949)
- Perfiles de Batlle (Salto, 1955)

### Teatro
- El alma de la casa (comedia en un acto. 1911)
- El fracaso (comedia. 1912)
- La carreta (teatro. Montevideo, C. García & Cía. 1943)
- La silla vacía (comedia en 1 acto y dos cuadros. Montevideo, 1957)
- La puerta cerrada (teatro. Montevideo, 1958)